# Campeonato Pernambucano 1960
In 1960 werd het 46ste Campeonato Pernambucano gespeeld voor voetbalclubs uit de Braziliaanse staat Pernambuco. De competitie werd georganiseerd door de FPF en werd gespeeld van 1 mei tot 14 december. Náutico werd kampioen.  

## Eerste toernooi
| Plaats | Club                  | Wed. | W | G | V | Saldo | Ptn. |
| ------ | --------------------- | ---- | - | - | - | ----- | ---- |
| 1.     | Náutico               | 10   | 7 | 3 | 0 | 45:13 | 17   |
| 2.     | Sport do Recife       | 10   | 7 | 2 | 1 | 43:13 | 16   |
| 3.     | Santa Cruz            | 10   | 7 | 0 | 3 | 34:20 | 14   |
| 4.     | Ferroviário do Recife | 9    | 2 | 2 | 5 | 18:30 | 6    |
| 5.     | Asas                  | 10   | 1 | 1 | 8 | 6:41  | 3    |
| 6.     | Íbis                  | 9    | 1 | 0 | 8 | 9:38  | 2    |

|  | Winnaar, geplaatst voor finale |

## Tweede toernooi
| Plaats | Club                  | Wed. | W | G | V | Saldo | Ptn. |
| ------ | --------------------- | ---- | - | - | - | ----- | ---- |
| 1.     | Santa Cruz            | 10   | 9 | 0 | 1 | 30:5  | 18   |
| 2.     | Sport do Recife       | 10   | 8 | 1 | 1 | 48:6  | 17   |
| 3.     | Náutico               | 10   | 6 | 1 | 3 | 21:8  | 13   |
| 4.     | Ferroviário do Recife | 10   | 3 | 1 | 6 | 7:24  | 7    |
| 5.     | Asas                  | 10   | 1 | 1 | 8 | 8:42  | 3    |
| 6.     | Íbis                  | 10   | 1 | 0 | 9 | 6:35  | 2    |

|  | Winnaar, geplaatst voor finale |

## Finale
|                  |         |       |            |  |
| 11 december Heen | Náutico | 1 – 0 | Santa Cruz |  |
| 11 december Heen |         |       |            |  |

|                   |         |       |            |  |
| 14 december Terug | Náutico | 2 – 1 | Santa Cruz |  |
| 14 december Terug |         |       |            |  |

## Kampioen
| Campeonato Pernambucano de 1960 |
| Pernambuco                      |
| ------------------------------- |
| NÁUTICO Kampioen (8° titel)     |